# جيمس مكدونالد (سياسي)
جيمس مكدونالد (بالإنجليزية: James McDonald)‏ هو سياسي نيوزلندي، ولد في 1837، وتوفي في 1900. انتخب عضو مجلس النواب نيوزيلندا عن دائرة Otago (New Zealand electorate) ‏ (1883 – 1884).